# Perdita blatchleyi
Perdita blatchleyi är en biart som beskrevs av Timberlake 1952. Perdita blatchleyi ingår i släktet Perdita och familjen grävbin. Inga underarter finns listade i Catalogue of Life.